# Schlotheimia rugifolia
Schlotheimia rugifolia är en bladmossart som beskrevs av Schwaegrichen 1824. Schlotheimia rugifolia ingår i släktet Schlotheimia och familjen Orthotrichaceae. Inga underarter finns listade i Catalogue of Life.